# Чемпионат России по футболу среди женщин 2015 (первый дивизион)
Первый дивизион по футболу среди женских команд 2015 — 24-й футбольный турнир Первого дивизиона — второго по силе дивизиона в системе женских футбольных лиг России. Впервые после реформирования Первого и Второго дивизиона в сезоне 2008, финальный этап прошёл одной групповой стадией без игр плей-офф. Победителем Первого дивизиона в первый раз стала Дончанка (Азов). Второй год подряд ни одна из команд Первого дивизиона не перешла в Высший дивизион.

## Участники
Сводная статистика участников
учтены матчи завершённых сезонов
без учёта мячей забитых в сериях послематчевых пенальти
с учётом технических результатов

| команда                     | команда              | сезоны | сезоны                          | Результаты выступлений | Результаты выступлений | Результаты выступлений | Результаты выступлений | Результаты выступлений | Результаты выступлений | Результаты выступлений | Результат в сезоне 2014                    | Примечания                                                                                          |
| наименование                | город                | #      | года                            | И                      | В                      | Н                      | П                      | ЗМ                     | ПМ                     | РМ                     | Результат в сезоне 2014                    | Примечания                                                                                          |
| --------------------------- | -------------------- | ------ | ------------------------------- | ---------------------- | ---------------------- | ---------------------- | ---------------------- | ---------------------- | ---------------------- | ---------------------- | ------------------------------------------ | --------------------------------------------------------------------------------------------------- |
| Виктория                    | Белгород             | 15     | 1997—1999, 2002—2005, 2007—2014 | 186                    | 45                     | 11                     | 130                    | 198                    | 664                    | -466                   | Первый дивизион, зона Центр-Юг, 7-е место  | |
| Кузбасс                     | Кемерово             | 7      | 2008—2014                       | 112                    | 63                     | 18                     | 31                     | 229                    | 113                    | +116                   | Первый дивизион, 6-е место                 | |
| Сборная Иркутской области   | Иркутск              | 7      | 2008—2014                       | 102                    | 52                     | 12                     | 38                     | 209                    | 150                    | +59                    | Первый дивизион, зона Восток, 2-е место    | Рекорд (2008-2009) ДЮСШ Рекорд (2010-2014)                                                          |
| Иваново                     | Иваново              | 7      | 2008—2014                       | 99                     | 3                      | 1                      | 95                     | 54                     | 580                    | -526                   | Первый дивизион, зона Запад, 8-е место     | Текстильщица (2008) ГосУниверситет (2009-2013)                                                      |
| СШОР Россиянка              | Звенигород           | 6      | 2006—2008, 2011—2012, 2014      | 101                    | 66                     | 13                     | 22                     | 289                    | 115                    | +174                   | Первый дивизион, 3-е место                 | Россиянка-2 (Звенигород) (2006) УОР-Россиянка (Звенигород) (2007-2008) Россиянка (мол.) (2011-2012) |
| Арсенал                     | Хабаровск            | 6      | 2009—2014                       | 91                     | 54                     | 12                     | 25                     | 200                    | 95                     | +105                   | Первый дивизион, 9-е место                 | |
| Луч-Энергия                 | Владивосток          | 6      | 2009—2014                       | 63                     | 18                     | 1                      | 44                     | 76                     | 164                    | -88                    | Первый дивизион, зона Восток, 4-е место    | Легион 25 (2009)                                                                                    |
| Академия футбола            | Тамбов               | 5      | 2010—2014                       | 84                     | 33                     | 11                     | 40                     | 170                    | 197                    | -27                    | Первый дивизион, 8-е место                 | |
| Дончанка                    | Азов                 | 5      | 2008—2011, 2014                 | 79                     | 46                     | 9                      | 24                     | 228                    | 115                    | +113                   | Первый дивизион, 2-е место                 | Дон (Азов) (2008—2009) Дончанка-ОСДЮШОР №9 (Азов) (2010)                                            |
| Юность Москвы               | Москва               | 5      | 2010—2014                       | 74                     | 24                     | 8                      | 42                     | 135                    | 199                    | -64                    | Первый дивизион, зона Запад, 5-е место     | |
| Алтай                       | Барнаул              | 5      | 2010—2014                       | 51                     | 11                     | 4                      | 36                     | 62                     | 192                    | -130                   | Первый дивизион, зона Сибирь, 3-е место    | |
| Енисей                      | Красноярск           | 4      | 2011—2014                       | 75                     | 60                     | 10                     | 5                      | 277                    | 30                     | +247                   | Первый дивизион, 1-е место                 | |
| Сборная Воронежской области | Воронеж              | 4      | 2009—2010, 2013—2014            | 68                     | 43                     | 13                     | 12                     | 188                    | 72                     | +116                   | Первый дивизион, зона Центр-Юг, 3-е место  | ШВСМ (2009-2010) Стройуниверсал/ШВСМ (2013) Стройуниверсал (2014)                                   |
| Кубаночка-2                 | Краснодар            | 4      | 2010—2012, 2014                 | 60                     | 37                     | 6                      | 17                     | 179                    | 72                     | +107                   | Первый дивизион, зона Центр-Юг, 4-е место  | Кубаночка-СДЮШОР (2010-2012)                                                                        |
| Истра                       | Истринский район, МО | 4      | 2011—2014                       | 60                     | 21                     | 6                      | 33                     | 86                     | 106                    | -20                    | Первый дивизион, зона Запад, 4-е место     | |
| Мирас                       | Казань               | 4      | 2011—2014                       | 58                     | 23                     | 14                     | 21                     | 75                     | 72                     | +3                     | Первый дивизион, зона Волга, 3-е место     | |
| Звезда-Мариэлочка           | Йошкар-Ола           | 4      | 2011—2014                       | 51                     | 19                     | 10                     | 22                     | 79                     | 82                     | -3                     | Первый дивизион, 11-е место                | Мариэлочка (2011-2014)                                                                              |
| УПИ-ЯВА                     | Екатеринбург         | 3      | 2007, 2013—2014                 | 47                     | 17                     | 4                      | 26                     | 98                     | 105                    | -7                     | Первый дивизион, 4-е место                 | УГТУ-УПИ (2007)                                                                                     |
| Уфа                         | Уфа                  | 2      | 2013—2014                       | 32                     | 19                     | 4                      | 9                      | 100                    | 36                     | +64                    | Первый дивизион, 5-е место                 | |
| Торпедо                     | Москва               | 1      | 2014                            | 14                     | 3                      | 4                      | 7                      | 17                     | 38                     | -21                    | Первый дивизион, зона Запад, 6-е место     | |
| Зенит                       | Волгоград            | 1      | 2014                            | 12                     | 4                      | 1                      | 7                      | 45                     | 34                     | +11                    | Первый дивизион, зона Центр-Юг, 5-е место  | |
| Торпедо                     | Ижевск               | —      | —                               | —                      | —                      | —                      | —                      | —                      | —                      | —                      | Второй дивизион, зона Приволжье, 4-е место | дебютант                                                                                            |
| Локомотив-ДВФУ              | Уссурийск            | —      | —                               | —                      | —                      | —                      | —                      | —                      | —                      | —                      | —                                          | дебютант                                                                                            |

1. ↑  в сезоне 2015 Сборная Иркутской области была создана на основе Школы «Рекорд», которая в сезоне 2014 участвовала в зоне Восток
2. ↑  в сезоне 2015 Сборная Воронежской области была создана на основе команды «Стройуниверсал», которая в сезоне 2014 участвовала в зоне Юг
3. ↑  в 2014 году была создана новая женская команда «Торпедо» (Ижевск) на базе команды «Зенит» (Ижевск), участвовавшей в розыгрышах Первого дивизиона в сезонах 2002—2003, 2005 и 2010—2014

Клубы Первого дивизиона 2014 «Альфа-09» (Калининград), ЦСКА (Москва), «Виват-Волжанка»/Школа №14 (Саратов), ЦСК ВВС (Самара), «ЗапСибКолледж» (Тюмень) и «Забайкалочка» (Чита) не были заявлены в Первый дивизион 2015.
Команда «Мариэлочка» (Йошкар-Ола) сменила название на «Звезда-Мариэлочка».

## Предварительный этап

### зона Запад
13 июня — 18 октября 2015
| Поз | Команда                      | РОС  | ИСТ | ТОР | ЮНО | ИВА | И | В | Н | П | МЗ | МП | РМ  | О  | Квалификация или выбывание |
| --- | ---------------------------- | ---- | --- | --- | --- | --- | - | - | - | - | -- | -- | --- | -- | -------------------------- |
| 1   | СШОР Россиянка (Звенигород)  |      | 7:0 | 7:1 | 4:2 | 4:2 | 8 | 6 | 2 | 0 | 37 | 7  | +30 | 20 | Выход в Финальный этап     |
| 2   | Истра (Истринский район, МО) | 0:0  |     | 1:0 | 1:4 | 0:0 | 8 | 4 | 2 | 2 | 9  | 13 | -4  | 14 | Выход в Финальный этап     |
| 3   | Торпедо (Москва)             | 1:1  | 1:2 |     | 7:1 | 5:0 | 8 | 4 | 1 | 3 | 23 | 14 | +9  | 13 |                            |
| 4   | Юность Москвы (Москва)       | 0:3  | 1:2 | 2:4 |     | 7:1 | 8 | 2 | 0 | 6 | 19 | 25 | -6  | 6  |                            |
| 5   | Иваново                      | 1:11 | 0:3 | 0:4 | 3:2 |     | 8 | 1 | 1 | 6 | 7  | 36 | -29 | 4  |                            |

| - 8 Виктория Мустафина (СШОР Россиянка) - 8 Лина Якупова (Юность Москвы) - 7 Яна Литвиненко (СШОР Россиянка) - 7 Кристина Огаркова (СШОР Россиянка) - 6 Алёна Гусева (СШОР Россиянка) - 6 Ольга Летюшова (Торпедо (Москва)) - 5 Валерия Беспаликова (СШОР Россиянка) - 4 Варвара Бычкова (Торпедо (Москва)) - 4 Кристина Слащинина (Торпедо (Москва)) | - 6′, 44′, 50′, 56′, 86′ Яна Литвиненко в матче 8 тура (13 сентября 2015) «Иваново»-СШОР «Россиянка» 1-11 - 9′, 66′, 69′, 78′ Виктория Мустафина в матче 8 тура (13 сентября 2015) «Иваново»-СШОР «Россиянка» 1-11 - 15′, 19′, 70′ Наталья Шляпина в матче 9 тура (26 сентября 2015) «Торпедо» (Москва)-«Иваново» 5-0 |

### зона Юг
5 июня — 10 октября 2015
| Поз | Команда                     | ДОН  | АКА | ВОР | ЗЕН | ВИК  | И | В | Н | П | МЗ | МП | РМ  | О  | Квалификация или выбывание |
| --- | --------------------------- | ---- | --- | --- | --- | ---- | - | - | - | - | -- | -- | --- | -- | -------------------------- |
| 1   | Дончанка (Азов)             |      | 3:0 | 8:0 | 7:0 | 3:0  | 8 | 8 | 0 | 0 | 58 | 0  | +58 | 24 | Выход в Финальный этап     |
| 2   | Академия футбола (Тамбов)   | 0:3  |     | 4:1 | 2:2 | 12:1 | 8 | 4 | 2 | 2 | 29 | 15 | +14 | 14 | Выход в Финальный этап     |
| 3   | Сборная Воронежской области | 0:5  | 2:2 |     | 4:1 | 15:0 | 8 | 2 | 2 | 4 | 22 | 23 | -1  | 8  |                            |
| 4   | Зенит (Волгоград)           | 0:5  | 1:2 | 0:0 |     | 6:1  | 8 | 2 | 2 | 4 | 14 | 23 | -9  | 8  |                            |
| 5   | Виктория (Белгород)         | 0:24 | 2:7 | 3:0 | 2:4 |      | 8 | 1 | 0 | 7 | 9  | 71 | -62 | 3  |                            |
| —   | Кубаночка-2 (Краснодар)     | —    | —   | —   | —   | —    | — | — | — | — | —  | —  | —   | —  | снялся                     |

1. 1 2  Технический результат
2. 1 2  Число очков в личных встречах: Сборная Воронежской области: 4, Зенит: 1
3. ↑  «Кубаночка»-2 снялась с турнира после 4-х игр, результаты аннулированы

| - 14 Анастасия Подшивалина (Академия футбола) - 10 Тамара Беликова (Дончанка) - 9 Наталья Перепечина (Дончанка) - 7 Марина Ардашева (Дончанка) - 7 Наталия Симакина (Академия футбола) - 6 Славяна Астанкова (Дончанка) - 6 Кристина Чичкала (Дончанка) | - 2′, 26′, 45′, 49′, 66′, 78′ Анастасия Подшивалина в матче 2 тура (13 июня 2015) «Академия футбола»-«Виктория» 12-1 - 19′, 24′, 40′, 41′, 45′ Тамара Беликова в матче 3 тура (27 июня 2015) «Виктория»-«Дончанка» 0-24 - 8′, 16′, 33′, 64′ Наталья Перепечина в матче 3 тура (27 июня 2015) «Виктория»-«Дончанка» 0-24 - 5′, 68′, 72′, 90′ Наталия Симакина в матче 8 тура (19 сентября 2015) «Виктория»-«Академия футбола» 2-7 - 14′, 29′, 43′ Кристина Чичкала в матче 3 тура (27 июня 2015) «Виктория»-«Дончанка» 0-24 - 49′, 69′, 87′ Марина Ардашева в матче 3 тура (27 июня 2015) «Виктория»-«Дончанка» 0-24 - 50′, 64′, 70′ Алина Завьялова в матче 5 тура (19 июля 2015) «Зенит»-«Виктория» 6-1 - 3′, 12′, 26′ Анастасия Золотарева в матче 7 тура (12 сентября 2015) Сборная Воронежской области-«Виктория» 15-0 - 22′, 43′, 44′ Олеся Долгих в матче 7 тура (12 сентября 2015) Сборная Воронежской области-«Виктория» 15-0 - 23′, 46′, 54′ Дарья Соболева в матче 7 тура (12 сентября 2015) Сборная Воронежской области-«Виктория» 15-0 - 79′, 82′, 85′ Валерия Елисеева в матче 7 тура (12 сентября 2015) Сборная Воронежской области-«Виктория» 15-0 |

### зона Центр
20 июня — 17 октября 2015
| Поз | Команда                        | УФА | ТОР | УПИ | ЗВЕ | МИР | И | В | Н | П | МЗ | МП | РМ  | О  | Квалификация или выбывание |
| --- | ------------------------------ | --- | --- | --- | --- | --- | - | - | - | - | -- | -- | --- | -- | -------------------------- |
| 1   | Уфа                            |     | 1:1 | 3:3 | 3:0 | 4:0 | 8 | 4 | 4 | 0 | 20 | 9  | +11 | 16 | Выход в Финальный этап     |
| 2   | Торпедо (Ижевск)               | 0:1 |     | 0:0 | 1:0 | 2:0 | 8 | 3 | 4 | 1 | 8  | 3  | +5  | 13 | Выход в Финальный этап     |
| 3   | УПИ-ЯВА (Екатеринбург)         | 1:4 | 1:1 |     | 3:0 | 3:0 | 8 | 3 | 3 | 2 | 14 | 10 | +4  | 12 |                            |
| 4   | Звезда-Мариэлочка (Йошкар-Ола) | 2:2 | 0:3 | 2:1 |     | 2:1 | 8 | 2 | 1 | 5 | 8  | 19 | -5  | 7  |                            |
| 5   | Мирас (Казань)                 | 2:2 | 0:0 | 0:2 | 5:2 |     | 8 | 1 | 2 | 5 | 8  | 17 | -9  | 5  |                            |

1. 1 2  Технический результат

| - 7 Дарья Третьякова (Уфа) - 6 Виолетта Степанова (Уфа) - 4 Юлия Анисимова (Мирас) - 4 Ольга Лисина (Звезда-Мариэлочка) - 3 Дарья Алиева (УПИ-ЯВА) - 3 Юлия Лайне (Уфа) - 3 Надежда Семакова (Торпедо (Ижевск)) | - 6′, 16′, 17′ Виолетта Степанова в матче 7 тура (29 августа 2015) «Уфа»-«Мирас» 4-0 - 31′, 37′, 76′ Юлия Анисимова в матче 8 тура (12 сентября 2015) «Мирас»-«Звезда-Мариэлочка» 5-2 |
| Внешние видеофайлы | |
| | Все голы "Мариэлочки" в чемпионате 2015 года |

### зона Сибирь
13 июня — 4 октября 2015
| Поз | Команда                   | ЕНИ     | КУЗ     | АЛТ      | ИРК | И  | В  | Н | П  | МЗ | МП | РМ  | О  | Квалификация или выбывание |
| --- | ------------------------- | ------- | ------- | -------- | --- | -- | -- | - | -- | -- | -- | --- | -- | -------------------------- |
| 1   | Енисей (Красноярск)       |         | 3:0 7:0 | 10:0 3:0 | 3:0 | 12 | 12 | 0 | 0  | 52 | 0  | +52 | 36 | Выход в Финальный этап     |
| 2   | Кузбасс (Кемерово)        | 0:4 0:2 |         | 1:0 1:0  | 3:0 | 12 | 5  | 3 | 4  | 12 | 18 | -6  | 18 | Выход в Финальный этап     |
| 3   | Алтай (Барнаул)           | 0:3 0:3 | 0:0 0:0 |          | 3:0 | 12 | 3  | 3 | 6  | 10 | 23 | -13 | 12 |                            |
| 4   | Сборная Иркутской области | 0:5 0:6 | 0:2 2:2 | 2:2 0:2  |     | 12 | 0  | 2 | 10 | 4  | 37 | -33 | 2  | снялся                     |

1. 1 2 3 4 5 6  Технический результат
2. ↑  Сборная Иркутской области снялась с турнира после проведения всех домашних игр, в остальных матчах ей были засчитаны технические поражения

| - 13 Валентина Жукова (Енисей) - 10 Анна Диюн (Енисей) - 7 Виктория Калачикова (Енисей) - 3 Яна Фомина (Кузбасс) - 3 Виктория Козлова (Енисей) - 3 Марина Лучковская (Кузбасс) - 3 Екатерина Завадкина (Енисей) | - 45′, 66′, 76′ Виктория Калачикова в матче 1 тура (13 июня 2015) Сборная Иркутской области-«Енисей» 0-5 - 57′, 63′, 74′ Валентина Жукова в матче 6 тура (28 июля 2015) «Енисей»-«Кузбасс» 7-0 - 10′, 36′, 53′ Анна Диюн в матче 9 тура (28 августа 2015) «Енисей»-«Алтай» 10-0 |

### зона Восток
19 сентября — 18 октября 2015
| Поз | Команда                    | АРС     | ЛУЧ     | ЛОК      | И | В | Н | П | МЗ | МП | РМ  | О  | Квалификация или выбывание                                                                      |
| --- | -------------------------- | ------- | ------- | -------- | - | - | - | - | -- | -- | --- | -- | ----------------------------------------------------------------------------------------------- |
| 1   | Арсенал (Хабаровск)        |         | 3:0     | 5:0 10:1 | 8 | 8 | 0 | 0 | 45 | 1  | +44 | 24 | Призёры зоны Восток в связи с финансовыми трудностями отказались от поездки на Финальный турнир |
| 2   | Луч-Энергия (Владивосток)  | 0:2 0:5 |         | 8:0 6:2  | 8 | 4 | 0 | 4 | 23 | 15 | +8  | 12 | Призёры зоны Восток в связи с финансовыми трудностями отказались от поездки на Финальный турнир |
| 3   | Локомотив-ДВФУ (Уссурийск) | 0:8 0:9 | 0:4 0:5 |          | 8 | 0 | 0 | 8 | 3  | 55 | -52 | 0  | Призёры зоны Восток в связи с финансовыми трудностями отказались от поездки на Финальный турнир |

1. 1 2  Технический результат

| - 14 Алена Сухорадина (Арсенал) - 7 Елизавета Шелковникова (Луч-Энергия) - 6 Юлия Шипова (Арсенал) - 6 Татьяна Романишина (Арсенал) | - 4 Алена Сухорадина в матче 12 тура (18 октября 2015) «Арсенал»-«Локомотив-ДВФУ» 10-1 - 3 Лилия Мызникова в матче 2 тура (20 сентября 2015) «Луч-Энергия»-«Локомотив-ДВФУ» 6-2 - 3 Татьяна Романишина в матче 4 тура (27 сентября 2015) «Луч-Энергия»-«Арсенал» 0-5 - 3 Алена Сухорадина в матче 5 тура (29 сентября 2015) «Локомотив-ДВФУ»-«Арсенал» 0-8 - 3 Алена Сухорадина в матче 6 тура (30 сентября 2015) «Локомотив-ДВФУ»-«Арсенал» 0-9 - 3 Юлия Шипова в матче 6 тура (30 сентября 2015) «Локомотив-ДВФУ»-«Арсенал» 0-9 |

## Финал
4 ноября — 13 ноября 2015, Крымск
| Поз | Команда                      | ДОН  | ЕНИ | РОС | КУЗ | УФА | АКА | ТОР | ИСТ | И | В | Н | П | МЗ | МП | РМ  | О  |
| --- | ---------------------------- | ---- | --- | --- | --- | --- | --- | --- | --- | - | - | - | - | -- | -- | --- | -- |
| 1   | Дончанка (Азов)              |      | 0:0 | 2:0 | 3:0 | —   | 3:0 | —   | —   | 7 | 6 | 1 | 0 | 29 | 0  | +29 | 19 |
| 2   | Енисей (Красноярск)          | —    |     | 1:0 | 4:0 | —   | 3:0 | —   | 3:0 | 7 | 6 | 1 | 0 | 15 | 0  | +15 | 19 |
| 3   | СШОР Россиянка (Звенигород)  | —    | —   |     | —   | 1:0 | 4:1 | 3:2 | —   | 7 | 5 | 0 | 2 | 16 | 7  | +9  | 15 |
| 4   | Кузбасс (Кемерово)           | —    | —   | 1:2 |     | 0:0 | —   | —   | 2:0 | 7 | 3 | 1 | 3 | 7  | 11 | -4  | 10 |
| 5   | Уфа                          | 0:4  | —   | 1:2 | —   |     | —   | 0:3 | —   | 7 | 2 | 1 | 4 | 6  | 11 | -5  | 7  |
| 6   | Академия футбола (Тамбов)    | —    | —   | —   | 1:2 | 0:1 |     | —   | 7:2 | 7 | 2 | 0 | 5 | 12 | 17 | -5  | 6  |
| 7   | Торпедо (Ижевск)             | 0:1  | 0:1 | —   | —   | —   | 2:3 |     | —   | 7 | 2 | 0 | 5 | 11 | 10 | +1  | 6  |
| 8   | Истра (Истринский район, МО) | 0:16 | —   | 0:6 | —   | 0:5 | —   | 0:3 |     | 7 | 0 | 0 | 7 | 2  | 42 | -40 | 0  |

1. 1 2  Разность забитых и пропущенных мячей во всех матчах: Дончанка: +29, Енисей: +15
2. 1 2  Число очков в личных встречах: Академия футбола: 3, Торпедо (Ижевск): 0

| - 9 Славяна Астанкова (Дончанка) - 7 Наталия Симакина Академия футбола) - 6 Марина Ардашева (Дончанка) - 6 Валерия Беспаликова (СШОР Россиянка) - 4 Анна Диюн (Енисей) | - 47′, 56′, 62′, 73′ Славяна Астанкова в матче 4 тура (8 ноября 2015) «Истра»-«Дончанка» 0-16 - 8′, 22′, 37′, 80′ Наталия Симакина в матче 7 тура (13 ноября 2015) «Истра»-«Академия футбола» 2-7 - 48′, 63′, 65′ Ирина Чунарева в матче 1 тура (4 ноября 2015) «Истра»-«Уфа» 0-5 - 23′, 63′, 72′ Валерия Беспаликова в матче 3 тура (7 ноября 2015) «Истра»-СШОР «Россиянка» 0-6 - 6′, 24′, 27′ Марина Ардашева в матче 4 тура (8 ноября 2015) «Истра»-«Дончанка» 0-16 |

По итогам Первого дивизиона 2015, ни один из участвовавших клубов второй год подряд не переходил в высший дивизион.
Лучшие игроки Первого дивизиона—2015:
- Защитник — Анастасия Карандашова («Дончанка»)
- Лучший бомбардир — Славяна Астанкова («Дончанка») — 9 голов в финале/Лучший бомбардир Первого дивизиона 2015 — Анастасия Подшивалина («Академия футбола») — 17 голов за сезон
- Лучший игрок турнира — Юлия Запотичная («Дончанка»).

## Лучшие бомбардиры
| Место | Игрок                 | Клуб                        | Голы |
| ----- | --------------------- | --------------------------- | ---- |
| 1     | Анастасия Подшивалина | Академия футбола (Тамбов)   | 17   |
| 2     | Славяна Астанкова     | Дончанка (Азов)             | 15   |
| 2     | Алена Сухорадина      | Арсенал (Хабаровск)         | 15   |
| 3     | Анна Диюн             | Енисей (Красноярск)         | 14   |
| 3     | Наталия Симакина      | Академия футбола (Тамбов)   | 14   |
| 3     | Валентина Жукова      | Енисей (Красноярск)         | 14   |
| 4     | Марина Ардашева       | Дончанка (Азов)             | 13   |
| 5     | Тамара Беликова       | Дончанка (Азов)             | 11   |
| 5     | Валерия Беспаликова   | СШОР Россиянка (Звенигород) | 11   |